# Karel Postranecký
Karel Postranecký (7. února 1898 Baumgartenberg – 4. listopadu 1974 Praha) byl český filmový a divadelní herec.

## Život
Narodil se jako Karel Josef Postranecký do rodiny stavitele Karla Postráneckého a jeho ženy Kamily, rozené Zavřelové. Měl bratra herce Kamila Pichota Postraneckého (1903-1951), který si zahrál i ve třech filmech. V Praze vystudoval lékařství, ale nechal se pak zlákat do Divadla Vlasty Buriana, jelikož ovládal latinu a Vlasta Burian potřeboval pro jednu divadelní hru několik vět latinsky. V divadle Vlasty Buriana působil od konce 20. let až do roku 1945.
Od roku 1931 hrál i ve filmu, za celé jedno desetiletí (1931–1941) účinkoval v 77 filmech. Nejčastěji v epizodních rolích, větší uplatnění našel ve filmech svého zaměstnavatele, Vlasty Buriana.
Zahrál si například dvojroli číšníka a důstojníka královské gardy v Lamačově filmu Lelíček ve službách Sherlocka Holmese (1932), ve filmu Anton Špelec, ostrostřelec (1932) ztvárnil roli známého z Polska. V komedii Nezlobte dědečka (1934) hrál anglicky mluvícího konzulárního úředníka. Ve filmu Hrdinný kapitán Korkorán (1934) se převtělil do postavy strojníka Balvana. Za zmínku stojí i role psychiatra ve filmu Jedna z milionu (1935). S Vlastou Burianem se opět setkal ve filmu Hrdina jedné noci (1935, věřitel). Další rolí byl svojí ženou napadený muž v komedii Advokátka Věra (1937), svou původní profesi si zahrál coby MUDr. Procházka ve filmu Vdovička spadlá s nebe (1937), nafoukaného komorníka Viléma si zahrál po boku Vlasty Buriana ve filmu Ducháček to zařídí (1938), profesora Mykisku ztvárnil ve filmu Škola základ života (1938), vrtmistra Zázvorku si zahrál ve filmu Svátek věřitelů (1939), neoblíbeného lékaře, přezdívaného „uslintanej bernardýn“, ztvárnil opět po boku Vlasty Buriana ve známém filmu U pokladny stál... (1939), nevěrného ředitele Touše si zahrál ve filmu Vy neznáte Alberta (1940). Jednou z posledních rolí byl revizor Šajn ve filmu Přednosta stanice (1941).
Jeho početnou filmografii však přerušilo účinkování v „neblaze proslulých“ protektorátních rozhlasových skečích Hvězdy nad Baltimore, kde několikrát vystoupil. Po roce 1945, v soudním procesu proti němu, mu tato skutečnost takzvaně „zlomila vaz“. I když někteří jeho kolegové z divadla vypovídali v jeho prospěch (Ladislav Hemmer), byl odsouzen k trestu vězení a doživotně vyřazen z řad filmových a divadelních umělců. Nepomohlo ani to, že všechny vydělané peníze z těchto rozhlasových skečů posílal rodinám, jejichž otcové bojovali ve válce. V květnu 1945 byl v místě svého bydliště v Praze velitelem na jedné z barikád. Za svoji statečnost a obětavost byl krátce po osvobození vyznamenán.
Po návratu z vězení s podlomeným zdravím pracoval nejčastěji jako skladník a pomocný dělník. Byl dvakrát ženat, první manželství uzavřené 15. listopadu 1922 v Praze-Proseku s Marií Komberecovou (* 1901) skončilo rozvodem. Druhé manželství s MUDr. Marií Seidlovou (* 1897-1995), které uzavřel v roce 1927, vydrželo do konce jeho života.